# Crusader (Album)
Crusader ist das sechste Studioalbum der britischen Rockband Saxon, das im Januar 1984 erschien.

## Entstehung und Veröffentlichung
Das Album wurde mit Kevin Beamish in den Sound City Studios in Van Nuys aufgenommen.  Die Erstveröffentlichung von Crusader erfolgte am 30. Januar 1984 bei Carrère Records. Das Album erschien in seiner Originalausführung als CD (Katalognummer: 817 849-2) und LP (Katalognummer: 66.081) mit zehn Titeln. Im Februar 2002 erschien in Frankreich eine sogenannte „Special Edition“ mit drei Bonustiteln (Katalognummer: Axe Killer 3074312). Am 17. April 2009 erschien eine remasterte Ausführung mit neun zusätzlichen Demoaufnahmen, den sogenannten Kaley Studio Demos September 1983 (Katalognummer: EMI 6993422).

## Inhalt
Über den Albumtitel sagte Bassist Steve Dawson: „In England gibt es eine Zeitung namens Daily Express, und auf dem Logo oben auf der Zeitung ist ein Kreuzfahrer zu sehen, und es wurde von Ford ein Auto namens „Cortina Crusader“ hergestellt. Uns gefiel einfach der Name „Crusader“, also haben wir eigentlich nur die Texte so geschrieben, dass sie zum Titel passen.“

## Titelliste
Alle Titel wurden von Saxon geschrieben, außer wo anders angegeben.
| #  | Titel                            | Autoren    | Länge |
| -- | -------------------------------- | ---------- | ----- |
| 1. | "The Crusader Prelude"           |            | 1:05  |
| 2. | "Crusader"                       |            | 6:33  |
| 3. | "A Little Bit of What You Fancy" |            | 3:50  |
| 4. | "Sailing to America"             |            | 5:03  |
| 5. | "Set Me Free" (Sweet cover)      | Andy Scott | 3:13  |

| #   | Titel                             | Autoren                                                             | Länge |
| --- | --------------------------------- | ------------------------------------------------------------------- | ----- |
| 6.  | "Just Let Me Rock"                |                                                                     | 4:11  |
| 7.  | "Bad Boys (Like to Rock N' Roll)" |                                                                     | 3:24  |
| 8.  | "Do It All for You"               | Biff Byford, Paul Quinn, Graham Oliver, Steve Dawson, Kevin Beamish | 4:42  |
| 9.  | "Rock City"                       | Byford, Quinn, Oliver, Dawson                                       | 3:16  |
| 10. | "Run for Your Lives"              |                                                                     | 3:53  |

| No. | Titel                                                 | Autoren                                | Länge |
| --- | ----------------------------------------------------- | -------------------------------------- | ----- |
| 11. | "Borderline" (Demo)                                   |                                        | 2:42  |
| 12. | "Helter Skelter" (Demo)                               |                                        | 3:35  |
| 13. | "Crusader" (Demo)                                     |                                        | 6:21  |
| 14. | "Do It All for You" (Demo)                            | Byford, Quinn, Oliver, Dawson, Beamish | 4:46  |
| 15. | "A Little Bit of What You Fancy" (Demo)               |                                        | 3:10  |
| 16. | "Sailing to America" (Demo)                           |                                        | 5:11  |
| 17. | "Set Me Free" (Demo)                                  | Scott                                  | 3:22  |
| 18. | "Just Let Me Rock" (Demo)                             |                                        | 4:01  |
| 19. | "Do It All for You (intro)/Run for Your Lives" (Demo) | Byford, Quinn, Oliver, Dawson, Beamish | 4:59  |

## Mitwirkende
Band
- Biff Byford – Gesang
- Graham Oliver – Gitarre
- Paul Quinn – Gitarre
- Steve Dawson – Bass
- Nigel Glockler – Schlagzeug

Produktion
- Kevin Beamish – Produzent, Toningenieur
- Bruce Barris – Toningenieur
- Sound City Studios, Los Angeles, California – Aufnahmeort
- George Marino – Mastering bei Sterling Sound, New York City
- Paul R. Gregory – Artwork
- Nigel Thomas – Management

## Rezensionen
Eine retrospektive AllMusic-Rezension von Eduardo Rivadavia gab dem Album dreieinhalb von fünf Sternen. Er schrieb, dass, obwohl die Band zum Zeitpunkt der Veröffentlichung des Albums „offensichtlich aufgehört hatte, die New Wave of British Heavy Metal mit ihren aggressiven Arbeiter-Biker-Hymnen anzuführen“, das Album „insgesamt aus einer allgemeinen Songwriting-Perspektive eine leichte Verbesserung bietet im Vergleich zu Power & the Glory des Vorjahres .“
Der kanadische Journalist Martin Popoff betrachtete Saxons Hinwendung zu „einem leiseren, freundlicheren, sanfteren Metal … als gut durchdachtes Experiment“ und trat denjenigen entgegen, die Crusader als „einen Misserfolg“ und „ein unverschämtes kommerzielles Manöver“ bezeichneten, das Album als „erfrischend, wenn auch mehr als gelegentlich fehlerhaft“ charakterisierend.

## Chartplatzierungen
| ChartsChartplatzierungen       | Höchstplatzierung | Wochen |
| ------------------------------ | ----------------- | ------ |
| Deutschland (GfK)              | 20 (12 Wo.)       | 12     |
| Schweiz (IFPI)                 | 26 (1 Wo.)        | 1      |
| Vereinigte Staaten (Billboard) | 174 (5 Wo.)       | 5      |
| Vereinigtes Königreich (OCC)   | 18 (7 Wo.)        | 7      |